# Suécia Própria

A Suécia no apogeu da sua expansão territorial, após o Tratado de Roskilde de 1658. Este mapa mostra a Suécia Própria em verde escuro, e os outros graus de verde denotam diferentes domínios e possessões

Suécia Própria ou Suécia Verdadeira (em sueco:  Egentliga Sverige»), é um termo utilizado para distinguir os territórios plenamente integrados no Reino da Suécia, em contraposição aos domínios e possessões, ou estados associados à Suécia.  Concretamente significa que, desde 1353 até ao Tratado de Fredrikshamn em 1809, a «Suécia Própria» incluía também a Finlândia (denominada também como Osterlândia durante mais de um século na língua oficial do governo sueco). Depois de 1809, no entanto, a utilização do termo permitia distinguir a parte ocidental da antiga metade oriental do reino (distinguindo Suécia e Finlândia). 
As províncias meridionais de Blecíngia, Escânia e Halândia, originariamente una parte de Dinamarca, ficou sob soberania da coroa sueca pelo Tratado de Roskilde em 1658, mas até 1719 não ficariam totalmente integradas e passaram a formar parte da "Suécia Própria". A «Suécia Própria» é, em contraponto à «Finlândia Própria», uma referência geográfica que mudou com o tempo, sendo esta última uma província no sudoeste da Finlândia que deu nome a toda a Finlândia.